# Anna Kondrashina
Anna Kondrashina –en ruso, Анна Кондрашина– (23 de diciembre de 1955) es una deportista soviética que compitió en remo.
Participó en los Juegos Olímpicos de Montreal 1976, obteniendo una medalla de plata en la prueba de cuatro scull con timonel. Ganó una medalla de plata en el Campeonato Mundial de Remo de 1978.

## Palmarés internacional
| Juegos Olímpicos   | Juegos Olímpicos          | Juegos Olímpicos | Juegos Olímpicos         |
| Año                | Lugar                     | Medalla          | Prueba                   |
| ------------------ | ------------------------- | ---------------- | ------------------------ |
| 1976               | Montreal (Canadá)         | Medalla de plata | Cuatro scull con timonel |
| Campeonato Mundial |                           |                  |                          |
| Año                | Lugar                     | Medalla          | Prueba                   |
| 1978               | Cambridge (Nueva Zelanda) | Medalla de plata | Scull individual         |